# Burgstall Rodesgrün
Der Burgstall Rodesgrün ist eine abgegangene mittelalterliche Höhenburg auf einer Anhöhe bei 604,8 m ü. NHN etwa 550 Meter südöstlich der Ortsmitte von Rodesgrün, einem Gemeindeteil der Stadt Selbitz im oberfränkischen Landkreis Hof.
Als Besitzer der 1330 erstmals erwähnten Burg werden Nikolaus von der Grün und Konrad von Reitzenstein genannt. 1382 wurde die Burg in der Fehde zwischen der vogtländischen Ritterschaft und der Reichsstadt Eger zerstört. Schloss Neuhaus ist der Nachfolgebau eines Ansitzes in Rodesgrün.
Der Burgstall befindet sich unweit der Turmhügel Rodesgrün. Ein sanfter Hang zieht sich von Rodesgrün hinunter nach Selbitz, ebenso wie im Osten nach Neuhaus und bietet so einen guten Überblick in diese Richtungen. Das Gelände, auf dem sich der Burgstall befand, ist heute leicht erhöht und mit Bäumen bewachsen. 